# ブルブルアンタッチャブル
『ブルブルアンタッチャブル』は、一部のテレビ朝日系列局で放送されていたABCテレビ（朝日放送）、NAVI共同製作のトークバラエティ番組である。アンタッチャブルの冠番組。制作局のABCテレビでは2005年4月8日から2008年3月14日まで、毎月第2金曜日25:29 - 25:59(JST)に放送。2007年4月13日放送分よりハイビジョン制作が開始された。
また、ABCテレビでは、第2週以外の金曜日24:19 - 24:24に5分間のミニ番組『ぷるぷるアンタッチャブル』が放送された。

## ネット局
| 放送対象地域 | 放送局                    | 系列           | 放送曜日及び放送時間    | 放送開始日      | 放送日の遅れ |
| ------------ | ------------------------- | -------------- | ----------------------- | --------------- | ------------ |
| 近畿広域圏   | 朝日放送（ABC）【制作局】 | テレビ朝日系列 | 金曜 25時29分～25時59分 | 2005年4月8日    | ---          |
| 青森県       | 青森朝日放送（ABA）       | テレビ朝日系列 | 水曜 24時45分～25時15分 | 2006年8月9日    | 不明         |
| 宮城県       | 東日本放送（KHB）         | テレビ朝日系列 | 土曜 25時10分～25時42分 | 2007年7月7日    | 約1年遅れ ※1 |
| 長野県       | 長野朝日放送（abn）       | テレビ朝日系列 | 金曜 25時10分～25時40分 | 2006年9月8日 ※2 | 約11か月遅れ |

- 現在のネット局
  - ※1・・・2006年7月8日放送分より開始。
  - ※2・・・ただし、それ以前は不定期放送。
- 不定期放送のネット局
  - 北陸朝日放送（2008年12月27日に2008年1月11日放送分を単発放送）
  - 瀬戸内海放送（深夜枠の定期ネット番組が休止した場合の代替。まれに土日昼枠。最近放送されたのは2008年11月29日で2008年1月11日放送分だった）
  - 広島ホームテレビ（2007年7月8日に2006年10月14日分を放送開始し、以降ゴルフ中継で潰れる週を除き2007年8月12日まで毎週放送、2007年9月16日から同年10月7日まで毎週放送）
  - 山口朝日放送
  - 九州朝日放送
  - 熊本朝日放送
  - 琉球朝日放送
- 過去のネット局
  - 岩手朝日テレビ（2006年8月12日終了）
  - 福島放送

## 放送日・ゲスト
- 第1回（2005年4月8日） - 鈴木早智子、未來貴子
- 第2回（2005年5月13日） - KABA.ちゃん、辺見えみり
- 第3回（2005年6月10日） - 清水ミチコ、関根勤
- 第4回（2005年7月8日） - 石黒彩、三船美佳
- 第5回（2005年8月12日） - 高橋ひとみ、いしのようこ
- 第6回（2005年9月9日） - 菊池麻衣子、仁藤優子
- 第7回（2005年10月14日） - サエコ、新垣結衣
- 第8回（2005年11月11日） - 小田茜、愛華みれ
- 第9回（2005年12月9日） - Mie、桜井裕美
- 第10回（2006年1月13日） - 山本美憂、SHEILA
- 第11回（2006年2月10日） - 吉瀬美智子、彩輝直
- 第12回（2005年3月10日） - 星野真里、中村愛美
- 第13回（2006年4月14日） - 永井大、原沙知絵
- 第14回（2006年5月12日） - 加勢大周、伊藤かずえ
- 第15回（2006年6月9日） - 後藤理沙、浅見れいな
- 第16回（2006年7月8日） - 内藤剛志、小川奈那、渡辺啓
- 第17回（2006年8月12日）（2時間SP） - 的場浩司、はしのえみ ／ 井上和香、滝沢沙織 ／ 歴代マンスリーアイドル(阿井莉沙、鈴木あきえ、愛川ゆず季、二宮歩美、秦礼子、星ひとみ、加藤理恵、松嶋初音、多岐川華子、石坂ちなみ、小阪由佳、相澤仁美、古谷香織、原田麻衣、小島祥子、橋本愛実)
- 第18回（2006年9月9日） - 玉置成実、hiroko（mihimaru GT）
- 第19回（2006年10月14日） - 酒井若菜、鈴木亜美
- 第20回（2006年11月11日） - 堀越のり、三津谷葉子
- 第21回（2006年12月8日） - 佐田真由美、山口紗弥加
- 第22回（2007年1月12日） - 相川七瀬、あんじ
- 第23回（2007年2月10日）（2時間SP） - 北川景子、本仮屋ユイカ ／ ダンカン、荻野目慶子 ／ TRF
- 第24回（2007年3月10日） - misono、あびる優
- 第25回（2007年4月13日） - 西川貴教（T.M.Revolution）、三浦理恵子
- 第26回（2007年5月11日） - P's（shiina（椎名法子）、megu）
- 第27回（2007年6月8日） - 田丸麻紀、忍成修吾
- 第28回（2007年7月13日） - 西山茉希、高畑充希
- 第29回（2007年8月10日） - LIZA、鮎河ナオミ
- 第30回（2007年9月14日） - 石原さとみ、田中圭
- 第31回（2007年10月12日） - 国仲涼子、島谷ひとみ
- 第32回（2007年11月9日） - 浅見れいな、上地雄輔
- 第33回（2007年12月14日） - 中野腐女子シスターズ、中野腐男子ブラザーズ
- 第34回（2008年1月11日） - 高橋真唯、小木博明
- 第35回（2008年2月8日） - 戸田恵子、櫻井淳子
- 最終回（2008年3月14日） - 青田典子、北川弘美

## マンスリーアイドル
毎月一人の女性アイドルがマンスリーアイドルとしてエンタメコーナーを担当。ぷるぷるアンタッチャブルではメインゲストとして出演する。
- 2005年4月 - 阿井莉沙
- 2005年5月 - 鈴木あきえ
- 2005年7月 - 二宮歩美
- 2005年8月 - 秦礼子
- 2005年10月 - 加藤理恵
- 2005年11月 - 松嶋初音
- 2005年12月 - 鈴木美生
- 2006年1月 - 多岐川華子
- 2006年2月 - 浜田翔子
- 2006年3月 - 石坂ちなみ
- 2006年4月 - 小阪由佳
- 2006年5月 - 相澤仁美
- 2006年7月? - 原田麻衣
- 2006年9月 - 花井美里
- 2006年10月 - 浅木一華
- 2006年11月 - かでなれおん
- 2006年12月 - りりあん
- 2007年1月 - 吉原夏紀
- 2007年2月 - 原幹恵
- 2007年3月 - 吉川景子
- 2007年4月 - 奈津子・亜希子
- 2007年5月 - 水崎綾女
- 2007年6月 - 佐藤和沙
- 2007年7月 - 福永ちな
- 2007年8月 - しほの涼
- 2007年9月 - 堀田ゆい夏
- 2007年10月 - 鹿谷弥生
- 2007年11月 - 秋山莉奈
- 2007年12月 - 西村みずほ
- 2008年1月 - 高本彩
- 2008年2月 - 大野瑠衣
- 2008年3月 - 辰巳奈都子

## スタッフ
- ナレーター：阪田佳代
- 企画・構成：笠博勝
- 構成：相澤昇、蒲田幸成、くらなり、米川榮一、川上テッペイ
- 技術：八峯テレビ、放映サービス
- TP (テクニカルプロデューサー)：田熊克二
- SW (スイッチャー)：先崎聡
- CAM (カメラマン)：佐藤昭吾、佐藤大視
- VE (ビデオエンジニア)：小林信久
- 音声：浅岡利津子、大関満朗
- 照明：前島秀之（FLT）
- 編集技術：STUDIO MIC
- EED：真野公宏
- MA：宮嶌宏道【初回～第26回】、小林ケント、高橋昭雄
- 音効：矢部公英・林正貴・小田切暁・板井基至（278）
- 美術：フジアール
- アートプロデュース：橋本昌和
- セットデザイン：天野沙耶花
- 美術進行：今井隆之
- 大道具：安藤朋希
- 大道具操作：宇津木史高
- アクリル装飾：堀内重彰、渋谷哲也
- 装飾：横山公一
- 電飾：谷口雅彦
- メイク：萩原位枝、貫井孝之、芥川舞、フェアウインズ
- アニメーション製作：ECLIPSE
  - 作：笠博勝
  - 画：小松崎大雄、清水菜保（to' max）
- 番宣：岡崎由記【初回～第26回】・多田香奈子【第27回～最終回】（ABC）
- AD (アシスタントディレクター)：亀川匡、田中宏明【初回～第30回】、尾崎泰大、小室良太、大和田卓【第26、28回～最終回】、山崎美香【第27回～最終回】、土屋佳弘【第31回～最終回】
- AP (アシスタントプロデューサー)：みうらさなえ
- ディレクター：田村育.、双津大地郎、吉田美樹【第31回～最終回】
- 演出：斉藤崇
- プロデューサー：勝山倫也【初回～第26回】・尾島憲【第27～34回】・高谷充重【第35回、最終回】・岸本拓磨（ABC）、志岐誠
- 協力：KANSAI1週間
- 制作：ABC、NAVI